# Kyla La Grange
Kyla La Grange (* 25. Juli 1986 in Watford) ist eine britische Singer-Songwriterin aus Watford.

## Biografie
Kyla La Granges Mutter stammt aus Südafrika, ihr Vater aus Zimbabwe. Geboren und aufgewachsen ist sie in Watford, einem Vorort von London. Sie bekam ein Stipendium für die Universität Cambridge und machte dort 2007 ihren Abschluss in Philosophie. Neben dem Studium entwickelte sie ihre Musikkarriere bei sogenannten „Open-Mic-Veranstaltungen“. Auch mit verschiedenen Bands versuchte sie sich, woraus aber nichts wurde.
2011 entdeckte das Label Chess-Club-Label sie und nahm sie unter Vertrag. Ihre Debütsingle Been Better erschien noch im selben Jahr. Ihr Song Catalyst wurde in der Fernsehserie Beauty and the Beast verwendet und brachte ihr die Aufmerksamkeit der Medien und der großen Labels. Im folgenden Jahr unterschrieb sie einen Vertrag mit Sony Music und veröffentlichte im Sommer ihr Debütalbum Ashes. Trotz teilweise sehr positiver Kritiken gelang ihr damit kein Durchbruch. Das Album wurde auch auf dem Kontinent veröffentlicht. Von der deutschen Ausgabe des Magazins Rolling Stone wurde sie 2011 in die Liste der 10 Female Artists to Watch aufgenommen. Erfolgreich war La Grange vor allem in der Schweiz, wo es ihr Album bis in die Top 20 der Albumcharts schaffte.
Während ihr erstes Album in Richtung Folkpop ging, arbeitete sie beim Nachfolgealbum Cut Your Teeth mit dem DJ und Produzenten Jakwob an einem elektronischeren Sound. Vom Titelsong erstellte der norwegische DJ Kygo einen Remix, der für viel Aufsehen sorgte. Diese Version stieg in die schwedischen Charts ein. Das Album erschien im Juni 2014 in Großbritannien. Dort erreichte sie Platz 93. In der Schweiz erreichte sie Platz 22.

## Diskografie
Alben
- Ashes (2012)
- Cut Your Teeth (2014)
- While Your Heart’s Still Beating (2022)

Singles
- Walk Through Walls (2011)
- Been Better (2011)
- Heavy Stone (2011)
- Vampire Smile (2012)
- Cut Your Teeth (2014) (UK: Silber)
- Skin (2015)
- So Sweet (2015)
- Hummingbird (2016)
- Love Harder (2017)
- Violet Blue (2017)
- Set You Free (2021)
- Neverland (2021)
- Nurture (2022)